# Ай-Лагрнъёган
Ай-Лагрнъёган (устар. Ай-Лагрн-Еган) — река в России, протекает по Нижневартовскому району Ханты-Мансийского АО. Длина реки составляет 55 км, площадь водосборного бассейна 254 км².
Начинается из озера, лежащего на границе с Ямало-Ненецким автономным округом на высоте 109,8 метров над уровнем моря. От истока течёт на юг по заболоченной, местами поросшей сосновым лесом, местности. Глубина болот, окружающих русло реки, 0,8-1,1 метра; местами превышает 2 метра. Устье реки находится в 24 км по левому берегу реки Лагрнъёган на высоте 70,8 метра над уровнем моря. Ширина реки в низовьях — 10 метров, глубина — 1,7 метра, дно песчаное, скорость течения воды 0,3 м/с.
В 2006 году в ходе археологической разведки в бассейне реки найдено селище Ай-Лагрнъёган 1.
На левом берегу реки стоит посёлок Северо-Варьеганский.

## Данные водного реестра
По данным государственного водного реестра России относится к Верхнеобскому бассейновому округу, водохозяйственный участок реки — Обь от впадения реки Вах до города Нефтеюганск, речной подбассейн реки — Обь ниже Ваха до впадения Иртыша. Речной бассейн реки — (Верхняя) Обь до впадения Иртыша.
Код объекта в государственном водном реестре — 13011100112115200043874.